# 13e armée (Empire russe)
Pour les articles homonymes, voir 13e armée.
La treizième armée est une unité de l'armée impériale russe créée en mai 1915 et engagée sur le front de l'Est pendant la Première Guerre mondiale. Engagée contre les armées impériales austro-hongroise et allemande pendant la Grande Retraite de l'été 1915 en Pologne russe, elle subit de lourdes pertes lors de la bataille du Boug et doit être dissoute le 20 août 1915. Dans son existence, elle n'a qu'un seul général : Vladimir Gorbatovski (en).
Son état-major est transféré à la 12e armée.

## Composition
- IIe corps caucasien (Samad bey Mehmandarov)
- XXIIIe corps (Vladimir Olokhov (ru))
- Ve corps caucasien
- XXIXe corps ((Dmitri Zouïev (en))
- XXIe corps (Iakov Chtchinski (en))
- IVe corps de cavalerie (J. F. von Gillenschmidt)

## Sources et bibliographie
- (de) Cet article est partiellement ou en totalité issu de l’article de Wikipédia en allemand intitulé « 13. Armee (Russisches Kaiserreich) » (voir la liste des auteurs) dans sa version du 16 octobre 2016.